# Hans Graf von Sponeck
Pour les articles homonymes, voir Sponeck.
Hans Emil Otto, Graf von Sponeck ou Hans von Sponeck (12 février 1888 à Düsseldorf - 23 juillet 1944 à Germersheim) est un Generalleutnant allemand qui a servi au sein de la Heer dans la Wehrmacht pendant la Seconde Guerre mondiale.

## Biographie

### Les débuts
Hans Sponeck est le plus jeune de quatre enfants, et seul fils, d'Emil August Joseph Anton, Graf von Sponeck et Maria (née Courtin). Il est né à Düsseldorf dans la province de Rhénanie, quelques mois seulement avant la mort de son père à 38 ans. Hans passe ses premières années avec sa mère à Fribourg dans la province de Brisgau. C'est près de la Sponeck Burg qui a donné à sa famille son nom et son titre de comte (Graf).
Sponeck entre dans le corps de cadets de Karlsruhe à 10 ans, et est devenu cadet major à 17 ans. Il reçoit sa commission en 1908 à l'âge de 20 ans et intègre le 5e régiment de grenadiers de la Garde avec le rang de Leutnant (lieutenant). Il est également gymnaste et un joueur de football. Il est promu au grade de Hauptmann (capitaine) en 1908. Il se marie en 1910 et a deux fils de ce mariage.

### Première Guerre mondiale
Hans von Sponeck est officier de première ligne et capitaine-adjudant du bataillon lors de la Première Guerre mondiale. Il est blessé à trois reprises. En 1916, il est promu au rang de Oberstleutnant (lieutenant-colonel). Par la suite, il reçoit les deux classes de la croix de fer avec feuilles.

### Entre-deux-guerres
Entre 1924 et 1934, il siège au Quartier général d'état-major dans la Reichswehr et plus tard, comme Oberst (colonel), commande un régiment d'infanterie à Neustrelitz. En 1925, Sponeck est admis à l'ordre protestant de Saint-Jean comme chevalier d'honneur de la commanderie de Brandebourg.
Hans von Sponeck commande le 48e régiment d'infanterie à Döberitz jusqu'à son transfert dans la Luftwaffe à la fin de 1937 afin de mettre en place des unités de parachutistes. Au cours de l'affaire Blomberg-Fritsch, les contemporains de Sponeck se souviennent qu'il a exprimé sa volonté de mener ses troupes à l'appui de l'armée du commandant en chef Werner von Fritsch s'il avait appelé à le faire, bien qu'aucun plan de ce genre n'ait jamais abouti.
Le 1er mars 1938, Sponeck est promu général de division. Lors du procès du général von Fritsch, Sponeck est appelé comme témoin de moralité, mais il est réprimé par Hermann Göring, président de la Cour. Néanmoins, Sponeck devient commandant de la 22. Infanterie-Division avec l'entraînement du 42e corps d'armée des troupes aéroportées de l'infanterie (Fallschirmjäger).

### Seconde Guerre mondiale
L'assaut allemand aéroporté sur les Pays-Bas a commencé le 10 mai 1940 avec les généraux Kurt Student et lui-même. Sponeck conduit sans succès les troupes allemandes dans la bataille de La Haye et est presque capturé, sauvé de justesse grâce au bombardement de Rotterdam le 14 mai 1940, qui conduit à la capitulation néerlandaise. Il est blessé et retourne en Allemagne où lui est attribuée la croix de chevalier de la croix de fer par Adolf Hitler. Il est également promu au rang de Generalleutnant (lieutenant-général).

### Campagne de l'Est
Avant l'aube du 22 juin 1941, l'offensive contre l'Union soviétique (Opération Barbarossa) est lancée. Hans von Sponeck est officier de la 11e armée lorsque Erich von Manstein lui donne le commandement de la 46. Infanterie-Division qui a pris la péninsule de Kertch à l'extrême pointe Est de la péninsule de Crimée. Le 26 décembre 1941, les Russes lancent une invasion de la Crimée. Leur plan est de débarquer des troupes de marine à Kertch et au Mont Opouk, troupes soutenues par des débarquements plus tard à Théodosia avec 42 000 soldats. Le 28 décembre, la bataille dans l'est de la Crimée a évolué en faveur des Allemands. Après avoir éliminé l'une des deux têtes de pont soviétiques autour de la ville de Kertch, Sponeck demande la permission de battre en retraite pour éviter d'être isolé et capturé et ainsi de se regrouper, mais elle lui est refusée à trois reprises. Le 29 décembre, les Russes débarquent avec des forces supplémentaires sur la côte Sud à Théodosie, ce qui laisse à Sponeck seulement une trentaine de minutes pour décider de ses actions. De sa propre initiative, en tant qu'officier des forces prussiennes, il donne l'ordre à ses 10 000 hommes de battre en retraite. À des températures de moins 30 degrés Celsius, dans une tempête de neige et des vents glacés hurlant, les bataillons de la 46e division d'infanterie retraitent vers l'Ouest. La colonne a quelque 120 km de long. Les soldats marchent pendant 46 heures avec seulement quelques pauses pour le café, pour se réchauffer. Beaucoup de soldats souffrent d'engelures, et la plupart des chevaux sont affamés et s'abattent mourants. Une grande partie de l'équipement des divisions lourdes, y compris l'artillerie, est abandonnée sur la route gelée, faute d'animaux de trait.
Le 31 décembre 1941, la 46e division d'infanterie de Sponeck atteint la péninsule de Parpach, où elle établit une ligne défensive. Le jour suivant, le 1er janvier 1942, les Russes attaquent de nouveau et sont freinés par les hommes de Sponeck. Sponeck et ses forces repoussent les Russes assez longtemps jusqu'à l'arrivée des renforts.

### Arrestation et procès
Le 23 janvier 1942, le jugement du Generalleutnant Hans Graf von Sponeck a lieu devant le Président de la Cour Hermann Göring. Cela se passe mal pour Sponeck et le tribunal le reconnait coupable de désobéissance à un officier supérieur. Sponeck maintient qu'il a agi de sa propre initiative contre les ordres, afin d'éviter la destruction de sa division. Il est néanmoins condamné à la peine de mort, mais Adolf Hitler commue la condamnation en six ans de prison (forteresse). Hans Sponeck doit servir d'exemple à ceux qui pourraient désobéir à l'ordre d'Hitler de refuser toute retraite. Sponeck est envoyé à la forteresse de Germersheim (de) où il est détenu comme prisonnier. Il est autorisé occasionnellement à se rendre en ville et son épouse lui rend visite pour une semaine par mois dans la forteresse, avec leur fils de cinq ans (Hans-Christof von Sponeck, plus tard, diplomate aux Nations unies et Secrétaire général adjoint de Kofi Annan).

### Complot du 20 juillet 1944
Le 20 juillet 1944, Sponeck entend sur sa radio la nouvelle de l'attentat à la bombe contre Hitler. Heinrich Himmler donne la position du Reichs sécurité officielles et Sponeck est l'un des premiers sur sa liste en tant que présumé anti-nazi. Himmler donne l'ordre d'exécuter Hans von Sponeck par un peloton d'exécution le 23 juillet 1944 à Germersheim en Allemagne. Sponeck est autorisé à recevoir la Communion avant son exécution. Dans une lettre à sa femme, il écrit : « Je meurs avec une foi ferme dans mon Rédempteur ». Plaidant l'innocence de ses actions dans la péninsule de Kertch, il va au peloton d'exécution hardiment, comme en témoigne le prêtre présent, et demande à ne pas être lié et à ne pas avoir les yeux bandés. Face au peloton d'exécution, ses derniers mots sont : « Pendant quarante ans, j'ai servi l'Allemagne, que j'ai aimée avec mon cœur tout entier, comme un soldat et un officier. Si je dois me laisser mourir aujourd'hui, je meurs dans l'espoir d'une Allemagne meilleure ! ».
Sponeck est enterré à Germersheim et bien qu'aucune citation ou discours n'ait été autorisé sur sa tombe, il a été permis que lui soit dite la Prière du Seigneur. Après la guerre, la dépouille mortelle de Sponeck a été exhumée et son dernier lieu de repos est le cimetière des soldats à Dahn dans la forêt du Palatinat.

### Dernier Requiem

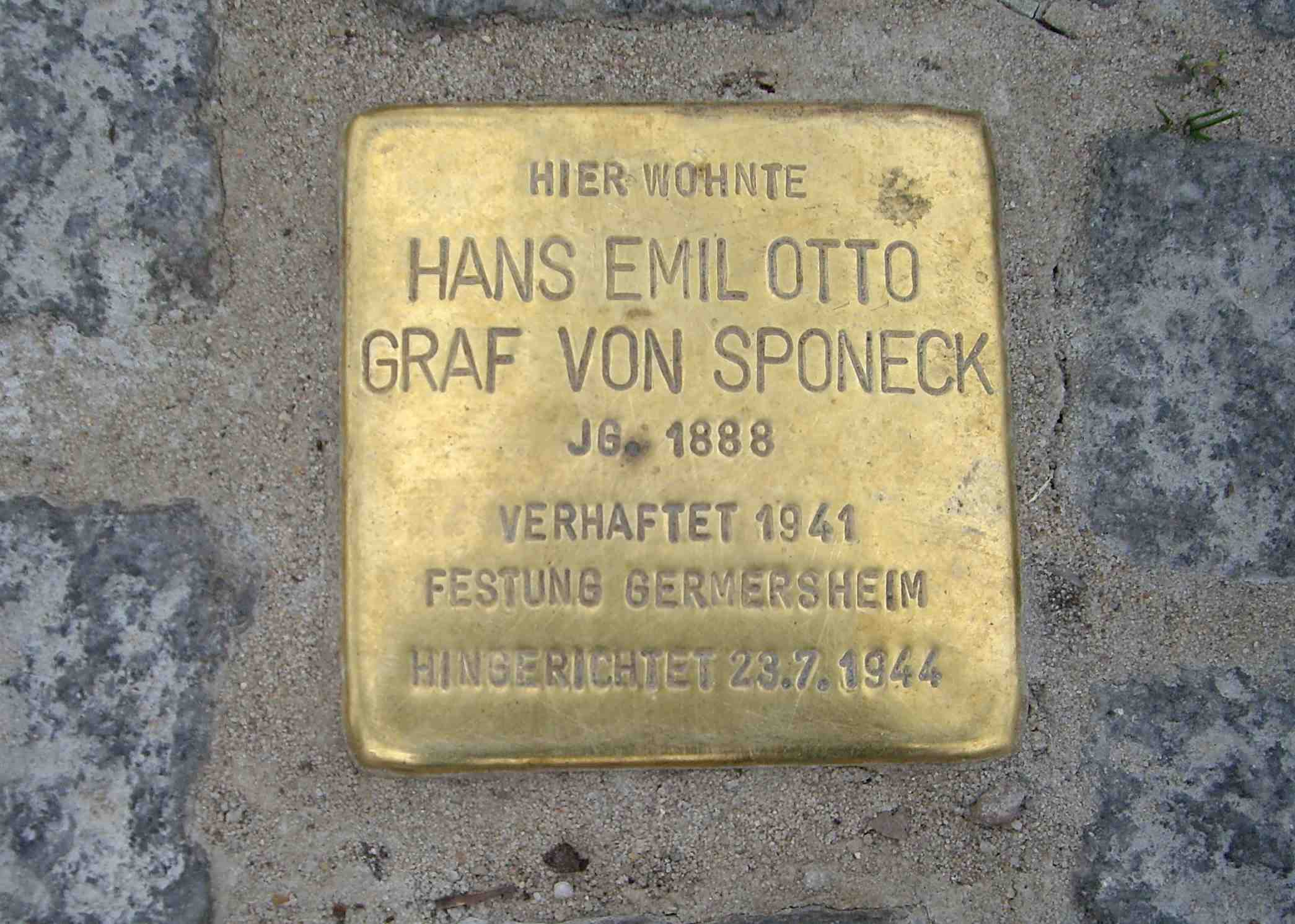

Le 23 juillet 1999, le 55e anniversaire de l'exécution, le fils de Sponeck par son second mariage, Hans-Christof von Sponeck, qui n'avait que six ans lorsque son père a été exécuté, a fait tenir un requiem sur la tombe de son père. Hans-Christof von Sponeck a servi comme Secrétaire général adjoint et diplomate des Nations unies pendant plus de trente ans.

## Décorations
- Croix de fer (1914)
  - 2e Classe
  - 1re Classe
- Médaille de sauvetage prussienne sur ruban
- Ordre du Mérite militaire (Bavière) 4e Classe avec glaives
- Croix de chevalier 1re Classe de l'Ordre de Frédéric avec glaives
- Croix de chevalier 2e Classe de l'Ordre du Lion de Zaeringen avec glaives
- Croix du Mérite de guerre (Lippe)
- Insigne des blessés (1914)
  - en Argent
- Croix d'honneur pour combattants 1914-1918
- Agrafe de la Croix de fer (1939)
  - 2e Classe
  - 1re Classe
- Médaille de service de la Wehrmacht 4e à 1re Classe
- Croix de chevalier de la Croix de fer
  - Croix de chevalier le 14 mai 1940 en tant que Generalleutnant et commandant de la 22. Infanterie-Division[4]